# دو ري مي فاصوليا (مسرحية)
دو ري مي فاصوليا هي مسرحية كوميدية مصرية عرضت في عام 2001، من بطولة سمير غانم، طلعت زكريا، حسن مصطفى، ميمي جمال، من تأليف وإنتاج أحمد الإبياري ومن إخراج محمود أبو جليلة.

## قصة المسرحية
تتناول المسرحية قصة امرأة ثرية تتسم بالطمع، وتسعى بكل السبل لتزويج ابنتها من رجل كبير في السن بهدف السيطرة على ثروته وأملاكه، لكنها في الوقت ذاته تتلقى تهديدات من رجل ثري، فتقوم بتدبير مؤامرة للتغلب عليه، والتخلص من تهديداته المستمرة لها.

## طاقم التمثيل
- سمير غانم
- طلعت زكريا
- حسن مصطفى
- ميمي جمال
- محمد محمود
- شعبان عبد الرحيم
- غسان مطر
- ميساء مغربي
- نورا السباعي
- ميرفت منجي
- سيد جبر
- صابر دردير
- طارق الإبياري
- فرقة الأصدقاء
- إيمان أيوب
- أميرة فتحي
- جيهان قمري
- عبير صبري
- بدرية طلبة

## فريق العمل
- إخراج: محمود أبو جليلة
- إخراج تلفزيوني: محمد الشريف
- تأليف: أحمد الإبياري
- إنتاج : أحمد الإبياري
- ديكور: حسين العزبي
- إستعراضات: أحمد يونس
- تأليف الأغاني: مجدي كامل
- ألحان الأغاني: حسن إش إش

## عن المسرحية
- عند بداية عروض المسرحية كانت تقوم بالبطولة النسائية فيها الفنانة جيهان قمري، ثم اعتذرت وحلت محلها الفنانة عبير صبري، وبعد ذلك أدت الشخصية الفنانة أميرة فتحي، وأخيراً ذهبت الشخصية للفنانة ميساء مغربي.
- بدأت المسرحية عروضها بصيف عام 2001 في الإسكندرية، وعرضت أيضا في القاهرة، كما عرضت في العديد من العواصم العربية، واستمرت عروضها حتى عام 2005.